# Sandro Zeller

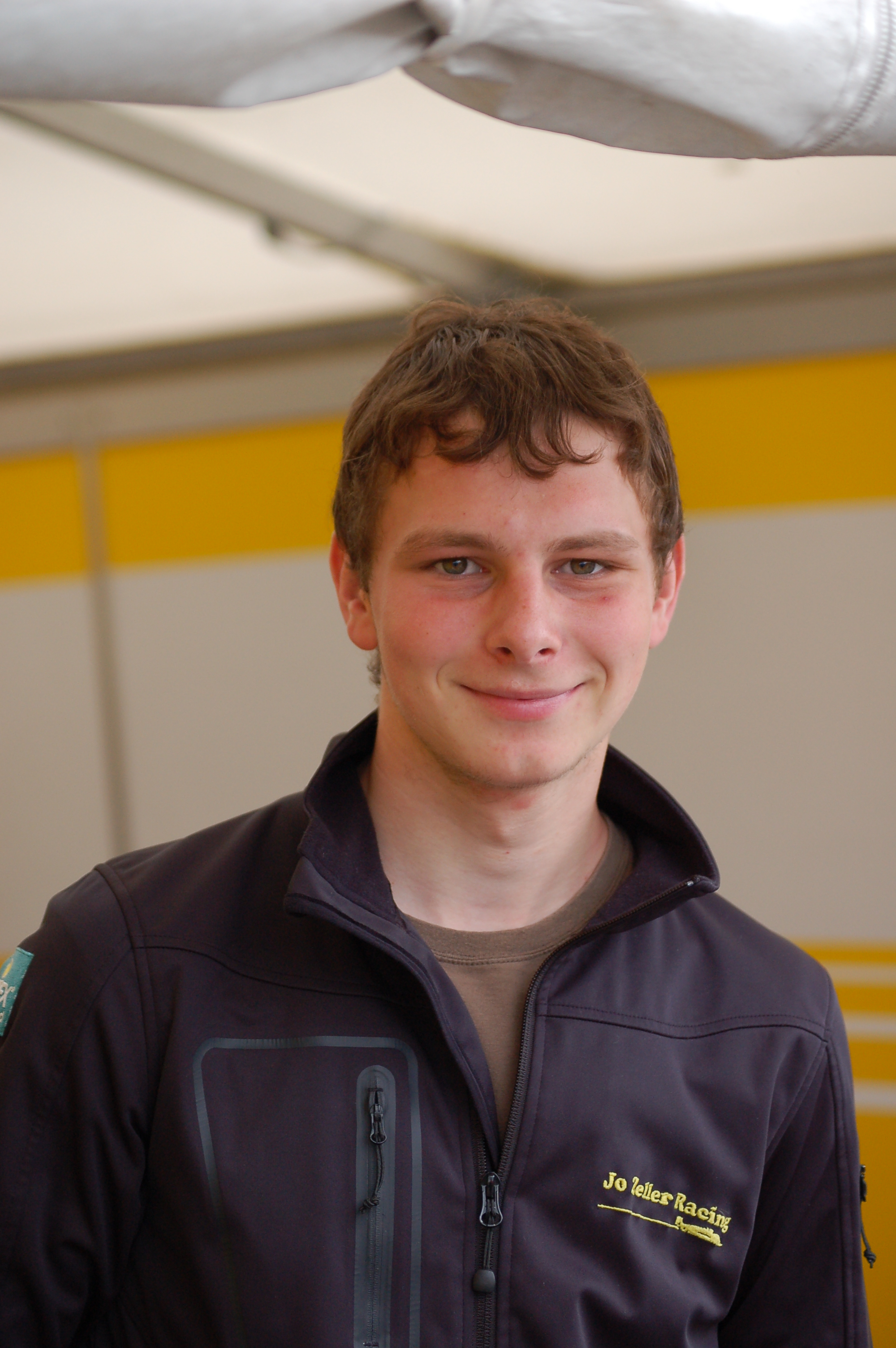
Sandro Zeller 2012 in Zandvoort

Sandro Zeller (* 16. November 1991 in Uster) ist ein Schweizer Automobilrennfahrer. Sein Vater ist der Rennfahrer Jo Zeller. Er startete 2013 und 2014 in der europäischen Formel-3-Meisterschaft.

## Karriere
Zeller begann seine Motorsportkarriere 2006 im Kartsport, in dem er bis 2007 aktiv war. 2008 gab er sein Formelsportdebüt und trat für den Rennstall seines Vaters, Jo Zeller Racing, in der Formel Lista junior an. Er beendete seine erste Saison auf dem 14. Gesamtrang. 2009 folgte eine weitere Saison in der Formel Lista junior, die Zeller mit einem Sieg auf dem fünften Platz in der Meisterschaft abschloss.
Nachdem Zeller bereits 2009 zu Gaststarts im deutschen Formel-3-Cup an den Start gegangen war, nahm Zeller 2010 im Team seines Vaters an dieser Rennserie teil. Er belegte am Saisonende den 17. Gesamtrang. Darüber hinaus nahm er an acht von zwölf Rennen der österreichischen Formel-3-Meisterschaft teil. Dabei gewann er drei Rennen und wurde Dritter im Gesamtklassement. Ausserdem nahm er als Gaststarter an vier Rennen der Formel-3-Euroserie teil. 2011 bestritt Zeller seine zweite Saison in der deutschen Formel 3. Da Zeller in diesem Jahr die Abschlussprüfungen seiner Mechatroniker-Ausbildung absolvierte, nahm er nur an den ersten drei Rennwochenenden teil. In der Meisterschaft lag er auf dem 15. Platz. Außerdem trat er in der österreichischen Formel 3 an und entschied diese für sich. Zusätzlich startete er erneut als Gaststarter in der Formel-3-Euroserie.
2012 trat Zeller für das Team seines Vaters als regulärer Pilot in der Formel-3-Euroserie an. Obwohl er nicht in einem aktuellen Fahrzeug fuhr, setzte er sich gegen seinen Teamkollegen Andrea Roda, der ein aktuelles Fahrzeug hatte, mit 23 zu 15 Punkten durch. Außerdem nahm er an zehn von vierzehn Rennen der österreichischen Formel 3 teil. Dabei erzielte er sieben Siege und stand bei jedem Rennen auf dem Podest. In der Gesamtwertung unterlag er André Rudersdorf mit 185 zu 212 Punkten und wurde Zweiter. Darüber hinaus absolvierte er Gaststarts in der britischen Formel-3-Meisterschaft. 2013 erhielt Zeller beim Team seines Vaters ein Cockpit für die europäische Formel-3-Meisterschaft. Ein zwölfter Platz war sein bestes Resultat. 2014 trat Zeller erneut für den familiären Rennstall in der europäischen Formel-3-Meisterschaft an. Diesmal war ein elfter Platz sein bestes Ergebnis.

## Karrierestationen
| - 2006–2007: Kartsport - 2008: Formel Lista junior (Platz 14) - 2009: Formel Lista junior (Platz 5) - 2010: Deutsche Formel 3 (Platz 17) | - 2010: Österreichische Formel 3 (Platz 3) - 2011: Deutsche Formel 3 (Platz 15) - 2011: Österreichische Formel 3 (Meister) - 2012: Formel-3-Euroserie (Platz 12) | - 2012: Österreichische Formel 3 (Platz 2) - 2013: Europäische Formel 3 - 2014: Europäische Formel 3 |